# Peperomia cavispicata
Peperomia cavispicata är en pepparväxtart som beskrevs av G.Mathieu. Peperomia cavispicata ingår i släktet peperomior, och familjen pepparväxter. Inga underarter finns listade i Catalogue of Life.